# Danh sách quốc vương Đức

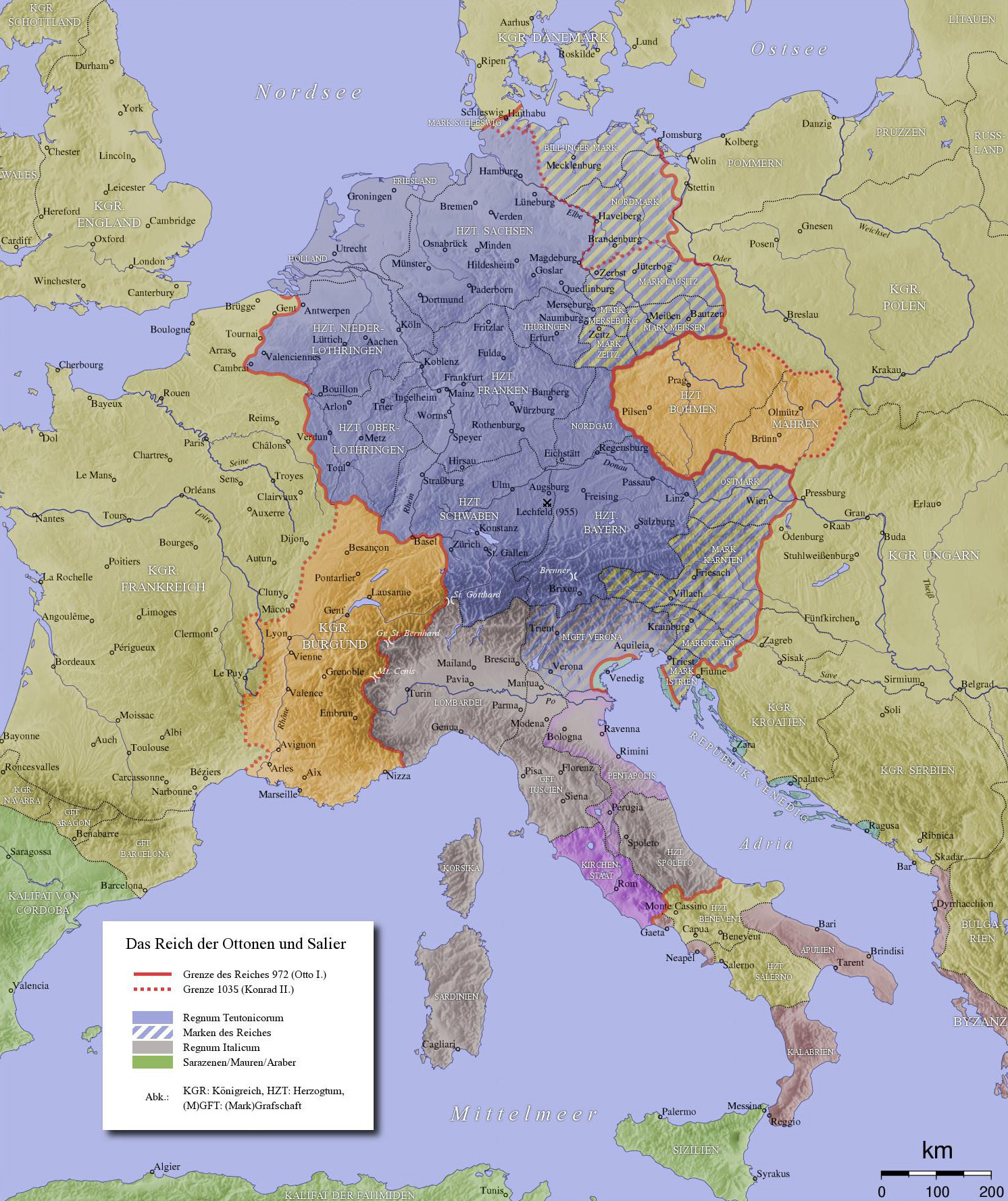
Vương quốc Đức (màu xanh) trong Đế quốc La Mã Thần thánh khoảng năm 1000

Dưới đây là danh sách các vị vua từng cai trị Đông Francia và Vương quốc Đức (tiếng Latinh: Regnum Teutonicum), bắt đầu từ sự phân chia của Đế quốc Frank vào năm 843 và sự sụp đổ của Đế quốc La Mã Thần thánh năm 1806 cho đến khi Đế quốc Đức sụp đổ vào năm 1918.
Tên của những người đăng quang ngai vị Hoàng đế La Mã Thần thánh được in đậm. Các vị vua đối địch và các vị nhiếp chính được in nghiêng.

## Đông Francia, 843–962

### Vương triều Carolingian
| Hình ảnh | Tên                                                   | Trị vì                               | Đăng quang Hoàng đế | Ghi chú |
| -------- | ----------------------------------------------------- | ------------------------------------ | ------------------- | --- |
|          | Ludwig Người Đức (Ludwig der Deutsche) hoặc Ludwig II | k.10 tháng 8, 843 - 28 tháng 8, 876  | —                   | Con Ludovicus Pius và cháu nội Carolus Magnus.                                                             |
|          | Karlmann (Karlmann)                                   | 28 tháng 8, 876 - 22 tháng 3, 880    | —                   | Con Ludwig Người Đức, Vua của Bavaria; từ 876, là Vua của Ý.                                               |
|          | Ludwig Trẻ (Ludwig der Jüngere) hoặc Ludwig III       | 22 tháng 3, 880 - 20 tháng 1, 882    | —                   | Con Ludwig Người Đức, Vua của Saxonia; từ 880, là Vua của Bavaria.                                         |
|          | Karl Béo (Karl der Dicke) hoặc Karl III               | 20 tháng 1, 882 - k.17 tháng 11, 887 | 12 tháng 2, 881     | Con Ludwig Người Đức, Cai trị các xứ Alemannia, Raetia, từ 882 toàn bộ Đông Francia; từ 879, là Vua của Ý. |
|          | Arnulf xứ Carinthia (Arnulf von Kärnten)              | k.27 tháng 11, 887 - 8 tháng 12, 899 | 25 tháng 4, 896     | Con ngoại hôn của Karlmann.                                                                                |
|          | Ludwig Trẻ con (Ludwig das Kind) hoặc Ludwig IV       | 8 tháng 12, 899 - 24 tháng 9, 911    | —                   | Con Arnulf xứ Carinthia.                                                                                   |

### Vương triều Conradine
| Hình ảnh | Tên                  | Trị vì                              | Đăng quang Hoàng đế | Ghi chú                     |
| -------- | -------------------- | ----------------------------------- | ------------------- | --------------------------- |
|          | Konrad I (Konrad I.) | 10 tháng 11, 911 - 23 tháng 12, 918 | —                   | Được giới quý tộc bầu chọn. |

### Vương triều Ottonian
| Hình ảnh    | Tên                                                | Trị vì                              | Đăng quang Hoàng đế | Ghi chú                                                |
| ----------- | -------------------------------------------------- | ----------------------------------- | ------------------- | ------------------------------------------------------ |
|             | Heinrich I Người săn chim (Heinrich I. der Vogler) | 14/24 tháng 5, 919 - 2 tháng 7, 936 | —                   | Được giới quý tộc bầu chọn.                            |
| không khung | Arnulf Ác ma (Arnulf der Bose)                     | 919 - 921                           | —                   | Vua đối thủ của Heinrich I, thuộc gia tộc Luitpolding. |

## Đế quốc La Mã Thần thánh, 962–1806
Danh hiệu "Vua của người La Mã" (Romanorum Rex), được sử dụng trong Đế chế La Mã Thần thánh, kể từ lễ đăng quang của Heinrich II, được coi là tương đương với tước vị Vua của Đức. Người đăng quang ngai vị được các đại cử tri Đức bầu chọn và sau đó sẽ đến Roma để được Giáo hoàng phong làm hoàng đế.

### Vương triều Ottonian (tiếp theo)
| Hình ảnh | Tên                                               | Trị vì                              | Đăng quang Hoàng đế | Ghi chú |
| -------- | ------------------------------------------------- | ----------------------------------- | ------------------- | --- |
|          | Otto I Đại đế (Otto I. der Große)                 | 2 tháng 7, 936 - 7 tháng 5, 973     | 2 tháng 2, 962      | Con trai của Heinrich I; vị vua đầu tiên đăng quang tại Nhà thờ Aachen kể từ Lothar I; lên ngôi Hoàng đế La Mã Thần thánh vào năm 962 |
|          | Otto II Đỏ (Otto II. der Rote)                    | 26 tháng 5, 961 - 7 tháng 12, 983   | 25 tháng 12, 967    | Con trai của Otto I; dưới quyền của cha mình 961–973; cũng lên ngôi hoàng đế vào thời cha mình                                        |
|          | Otto III (Otto III.)                              | 25 tháng 12, 983 - 21 tháng 1, 1002 | 21 tháng 5, 996     | Con trai của Otto II |
|          | Heinrich II Thánh nhân (Heinrich II. der Heilige) | 7 tháng 6, 1002 - 13 tháng 7, 1024  | 26 tháng 4, 1014    | Chắt của Heinrich I |

### Vương triều Salian
| Hình ảnh | Tên                                            | Trị vì                               | Đăng quang Hoàng đế | Ghi chú |
| -------- | ---------------------------------------------- | ------------------------------------ | ------------------- | --- |
|          | Konrad II (Konrad II.)                         | 8 tháng 9, 1024 - 4 tháng 6, 1039    | 26 tháng 3, 1027    | Chắt của Otto I                                                                                                |
|          | Heinrich III (Heinrich III.)                   | 14 tháng 4, 1028 - 5 tháng 10, 1056  | 25 tháng 12, 1046   | Con Konrad II, làm vua (của Đức?) dưới thời cha mình 1028–1039                                                 |
|          | Heinrich IV (Heinrich IV.)                     | 17 tháng 7, 1054 - 31 tháng 12, 1105 | 21 tháng 3, 1084    | Con Heinrich III; Vua của Đức dưới thời cha mình 1054–1056                                                     |
|          | Rudolf xứ Rheinfelden (Rudolf von Rheinfelden) | 15 tháng 3, 1077 - 15 tháng 10, 1080 | —                   | Vua đối thủ của Heinrich IV; thuộc gia tộc Rheinfeld.                                                          |
|          | Hermann xứ Salm (Hermann von Salm)             | 6 tháng 8, 1081 - 28 tháng 9, 1088   | —                   | Vua đối thủ của Heinrich IV; thuộc gia tộc Salm.                                                               |
|          | Konrad (Konrad)                                | 30 tháng 5, 1087 - 27 tháng 7, 1101  | —                   | Con Heinrich IV; Vua của Đức dưới thời cha mình 1087–1098, Vua của Ý 1093–1098, 1095–1101 trong cuộc nổi loạn. |
|          | Heinrich V (Heinrich V.)                       | 6 tháng 1, 1099 - 23 tháng 5, 1125   | 13 tháng 4, 1111    | Con Heinrich IV; Vua của Đức dưới thời cha mình 1099–1105, buộc cha phải thoái vị                              |

### Vương triều Suplinburger
| Hình ảnh | Tên                      | Trị vì                              | Đăng quang Hoàng đế | Ghi chú                                                 |
| -------- | ------------------------ | ----------------------------------- | ------------------- | ------------------------------------------------------- |
|          | Lothar III (Lothar III.) | 13 tháng 9, 1125 - 4 tháng 12, 1137 | 4 tháng 6, 1133     | Tước hiệu Lothar II của Đức, nhưng là Lotario III của Ý |

### Vương triều Hohenstaufen
| Hình ảnh | Tên                                              | Trị vì                               | Đăng quang Hoàng đế | Ghi chú |  |
| -------- | ------------------------------------------------ | ------------------------------------ | ------------------- | --- |  |
|          | Konrad III (Konrad III.)                         | 7 tháng 3, 1138 - 15 tháng 2, 1152   | —                   | Cháu ngoại Heinrich IV; nguyên là vua đối thủ của Lothar III 1127–1135                                             |  |
|          | Heinrich-Berengar (Heinrich (VI.))               | 30 tháng 3, 1147 - tháng 8?, 1150    | —                   | Con Konrad III; Vua của Đức dưới thời cha mình 1147–1150                                                           |  |
|          | Friedrich I Barbarossa (Friedrich I. Barbarossa) | 4 tháng 3, 1152 - 10 tháng 6, 1190   | 18 tháng 6, 1155    | Cháu họ của Konrad III                                                                                             |  |
|          | Heinrich VI (Heinrich VI.)                       | 15 tháng 8, 1169 - 28 tháng 9, 1197  | 15 tháng 4, 1191    | Con Friedrich I; Vua của Đức dưới thời cha mình 1169–1190                                                          |  |
|          | Friedrich II (Friedrich II.)                     | 1197 - 1197                          | —                   | Con Heinrich VI; Vua của Đức dưới thời cha mình 1196                                                               |  |
|          | Philipp xứ Schwaben (Philipp von Schwaben)       | 8 tháng 3, 1198 - 21 tháng 6, 1208   | —                   | Con Friedrich I; vua đối thủ của Otto IV                                                                           |  |
|          |                                                  |                                      |                     | |  |
|          | Otto IV (Otto IV.)                               | 9 tháng 6, 1198 - 1215               | 21 tháng 10, 1209   | Chắt của Lothar III, thuộc gia tộc Welf; sau đó bị Friedrich II phản đối; bị phế truất 1215; chết 19 tháng 5, 1218 |  |
|          |                                                  |                                      |                     | |  |
|          | Friedrich II (Friedrich II.)                     | 5 tháng 12, 1212 - 26 tháng 12, 1250 | 22 tháng 11, 1220   | Con Heinrich VI; vua đối thủ của Otto IV cho đến ngày 5 tháng 7 năm 1215                                           |  |
|          | Heinrich (VII) (Heinrich (VII.))                 | tháng 4, 1220 - 2 tháng 7, 1235      | —                   | Con Friedrich II; Vua của Đức dưới thời cha mình 1220–1235                                                         |  |
|          | Konrad IV (Konrad IV.)                           | tháng 2, 1237 - 21 tháng 5, 1254     | —                   | Con Friedrich II; Vua của Đức dưới thời cha mình 1237–1250                                                         |  |

### Giai đoạn tranh chấp Interregnum
| Hình ảnh | Huy hiệu | Tên                                         | Gia tộc     | Trị vì                              | Đăng quang Hoàng đế | Ghi chú |
| -------- | -------- | ------------------------------------------- | ----------- | ----------------------------------- | ------------------- | --- |
|          |          | Heinrich Raspe (Heinrich Raspe)             | Thuringia   | 22 tháng 5, 1246 - 16 tháng 2, 1247 | —                   | Vua đối thủ của Friedrich II và chắt của Heinrich IV                                                                                              |
|          |          | Wilhelm của Hà Lan (Wilhelm von Holland)    | Hà Lan      | 3 tháng 10, 1247 - 28 tháng 1, 1256 | —                   | Vua đối thủ của Friedrich II và Konrad IV 1247–1254                                                                                               |
|          |          | Richard xứ Cornwall (Richard von Cornwall)  | Plantagenet | 13 tháng 1, 1257 - 2 tháng 4, 1272  | —                   | Anh rể của vua đối thủ Friedrich II với Alfonso của Castilla không có quyền lực thực sự.                                                          |
|          |          | Alfonso của Castilla (Alfons von Kastilien) | Ivrea       | 1 tháng 4, 1257 - 1275              | —                   | Cháu trai của Philipp; vua đối thủ của Richard xứ Cornwall không có quyền lực; sau đó bị Rudolf I của Đức phản đối, từ bỏ yêu sách 1275, mất 1284 |

### Triều đại thay đổi
| Hình ảnh | Huy hiệu | Tên                                                | Gia tộc     | Trị vì                                                                                  | Đăng quang Hoàng đế | Ghi chú |
| -------- | -------- | -------------------------------------------------- | ----------- | --------------------------------------------------------------------------------------- | ------------------- | --- |
|          |          | Rudolf I nhà Habsburg (Rudolf I. von Habsburg)     | Habsburg    | 29 tháng 9, 1273 - 15 tháng 7, 1291                                                     | —                   | Người đầu tiên của nhà Habsburgs                                                                                            |
|          |          | Adolf xứ Nassau (Adolf von Nassau)                 | Nassau      | 5 tháng 5, 1292 - 23 tháng 6, 1298                                                      | —                   | Theo một số nhà sử học, cuộc bầu cử của Adolf diễn ra trước vương quyền ngắn ngủi của Konrad II xứ Teck.                    |
|          |          | Albrecht I nhà Habsburg (Albrecht I. von Habsburg) | Habsburg    | 24 tháng 6, 1298 - 1 tháng 5, 1308                                                      | —                   | Con Rudolf I; vua đối thủ của Adolf xứ Nassau 1298                                                                          |
|          |          | Heinrich VII (Heinrich VII.)                       | Luxembourg  | 27 tháng 11, 1308 - 24 tháng 8, 1313                                                    | 29 tháng 6, 1312    | Hoàng đế La Mã Thần thánh                                                                                                   |
|          |          | Ludwig IV (V) Người Bavaria (Ludwig der Bayer)     | Wittelsbach | 20 tháng 10, 1314 - 11 tháng 10, 1347                                                   | 17 tháng 1, 1328    | Cháu Rudolf I; vua đối thủ của Friedrich Công bình 1314–1322                                                                |
|          |          | Friedrich Công bình (Friedrich der Schöne)         | Habsburg    | 19 tháng 10, 1314 - 28 tháng 9, 1322 (lần 1) 5 tháng 9, 1325 - 13 tháng 1, 1330 (lần 2) | —                   | Con Albrecht I; vua đối thủ của Ludwig IV 1314–1322; liên kết với Ludwig IV 1325–1330                                       |
|          |          | Karl IV (Karl IV.)                                 | Luxembourg  | 11 tháng 7, 1346 - 29 tháng 11, 1378                                                    | 5 tháng 4, 1355     | Cháu nội Heinrich VII; vua đối thủ của Ludwig IV 1346–1347; cũng là Vua của Bohemia, Vua của Ý và Hoàng đế La Mã Thần thánh |
|          |          | Günther xứ Schwarzburg (Günther von Schwarzburg)   | Schwarzburg | 30 tháng 1, 1349 - 24 tháng 5, 1349                                                     | —                   | Vua đối thủ của Karl IV |
|          |          | Wenceslaus (Wenzel von Böhmen)                     | Luxembourg  | 10 tháng 6, 1376 - 20 tháng 8, 1400                                                     | —                   | Con Karl IV; Vua của Đức dưới thời cha mình 1376–1378; bị phế truất 1400; nhưng vẫn là Vua của Bohemia; chết 1419           |
|          |          | Ruprecht xứ Pfalz (Ruprecht von der Pfalz)         | Wittelsbach | 21 tháng 8, 1400 - 18 tháng 5, 1410                                                     | —                   | Chắt họ của Ludwig IV |
|          |          | Sigismund (Sigismund)                              | Luxembourg  | 10 tháng 9, 1410/21 tháng 7, 1411 - 9 tháng 12, 1437                                    | 3 tháng 5, 1433     | Con Karl IV |
|          |          | Jošt xứ Moravia (Jobst von Mähren)                 | Luxembourg  | 1 tháng 10, 1410 - 8 tháng 1, 1411                                                      | —                   | Cháu họ của Karl IV; vua đối thủ của Sigismund                                                                              |

### Vương triều Habsburg
| Hình ảnh | Huy hiệu | Tên                            | Trị vì                                | Đăng quang Hoàng đế | Ghi chú |  |
| -------- | -------- | ------------------------------ | ------------------------------------- | ------------------- | --- |  |
|          |          | Albrecht II (Albrecht II.)     | 18 tháng 3, 1438 - 27 tháng 10, 1439  | —                   | Cháu 4 đời của Albrecht I; con rể Sigismund                                                                                                |  |
|          |          | Friedrich III (Friedrich III.) | 2 tháng 2, 1440 - 19 tháng 8, 1493    | 16 tháng 3, 1452    | Cháu 4 đời của Albrecht I; anh em họ với Albrecht II                                                                                       |  |
|          |          | Maximilian I (Maximilian I.)   | 16 tháng 2, 1486 - 12 tháng 1, 1519   | 4 tháng 2, 1508     | Con Friedrich III; Vua của Đức dưới thời cha mình 1486–1493; nhận danh hiệu "Hoàng đế được bầu" năm 1508 dưới sự chấp thuận của Giáo hoàng |  |
|          |          | Karl V (Karl V.)               | 28 tháng 6, 1519 - 3 tháng 8, 1556    | 28 tháng 6, 1519    | Cháu nội Maximilian I; chết 21 tháng 9, 1558. Hoàng đế cuối cùng chịu lễ đăng quang từ Giáo hoàng                                          |  |
|          |          | Ferdinand I (Ferdinand I.)     | 5 tháng 1, 1531 - 25 tháng 7, 1564    | 27 tháng 8, 1556    | Cháu nội Maximilian I; anh em với Karl V; Vua của Đức dưới thời Karl V 1531–1556; vị vua cuối cùng đăng quang tại Aachen.                  |  |
|          |          | Maximilian II (Maximilian II.) | 22 tháng 11, 1562 - 12 tháng 10, 1576 | 25 tháng 7, 1564    | Con Ferdinand I; Vua của Đức dưới thời cha mình 1562–1564                                                                                  |  |
|          |          | Rudolf II (Rudolf II.)         | 27 tháng 10, 1575 - 20 tháng 1, 1612  | 12 tháng 10, 1576   | Con Maximilian II; Vua của Đức dưới thời cha mình 1575–1576                                                                                |  |
|          |          | Matthias (Matthias)            | 13 tháng 6, 1612 - 20 tháng 3, 1619   | 13 tháng 6, 1612    | Con Maximilian II |  |
|          |          | Ferdinand II (Ferdinand II.)   | 28 tháng 8, 1619 - 15 tháng 2, 1637   | 28 tháng 8, 1619    | Cháu nội Ferdinand I |  |
|          |          | Ferdinand III (Ferdinand III.) | 22 tháng 12, 1636 - 2 tháng 4, 1657   | 15 tháng 2, 1637    | Con Ferdinand II; Vua của Đức dưới thời cha mình 1636–1637                                                                                 |  |
|          |          | Ferdinand IV (Ferdinand IV.)   | 31 tháng 5, 1653 - 9 tháng 7, 1654    | —                   | Con Ferdinand III; Vua của Đức dưới thời cha mình                                                                                          |  |
|          |          | Leopold I (Leopold I.)         | 18 tháng 7, 1658 - 5 tháng 5, 1705    | 18 tháng 7, 1658    | Con Ferdinand III |  |
|          |          | Joseph I (Joseph I.)           | 23 tháng 1, 1690 - 17 tháng 4, 1711   | 5 tháng 5, 1705     | Con Leopold I; Vua của Đức dưới thời cha mình 1690–1705                                                                                    |  |
|          |          | Karl VI (Karl VI.)             | 12 tháng 10, 1711 - 20 tháng 10, 1740 | 12 tháng 10, 1711   | Con Leopold I |  |
|          |          |                                |                                       |                     | |  |
|          |          | Karl VII (Karl VII.)           | 24 tháng 1, 1742 - 20 tháng 1, 1745   | 24 tháng 1, 1742    | Thuộc gia tộc Wittelsbach. Chắt của Ferdinand II; chồng Maria Amalia, con gái Joseph I                                                     |  |
|          |          |                                |                                       |                     | |  |
|          |          | Franz I (Franz I.)             | 13 tháng 9, 1745 - 18 tháng 8, 1765   | 13 tháng 9, 1745    | Chồng Maria Theresa I |  |
|          |          | Joseph II (Joseph II.)         | 27 tháng 3, 1764 - 20 tháng 2, 1790   | 18 tháng 8, 1765    | Con của Maria Theresa I và Franz I; Vua của Đức dưới thời cha mẹ mình 1764–1765                                                            |  |
|          |          | Leopold II (Leopold II.)       | 30 tháng 9, 1790 - 1 tháng 3, 1792    | 30 tháng 9, 1790    | Con của Maria Theresa I và Franz I |  |
|          |          | Franz II (Franz II.)           | 5 tháng 7, 1792 - 6 tháng 8, 1806     | 5 tháng 7, 1792     | Con Leopold II; Giải thể Đế quốc La Mã Thần thánh; cũng là Hoàng đế Áo 1804–1835; Tổng thống Liên bang Đức (1815-1835), chết 1835          |  |

## Nước Đức hiện đại, 1806–1918

### Liên bang sông Rhine, 1806–1813
| Tên                                                                                     | Chân dung | Tước hiệu                                        | Gia tộc     | Trị vì                               |
| --------------------------------------------------------------------------------------- | --------- | ------------------------------------------------ | ----------- | ------------------------------------ |
| Napoléon I Hoàng đế của Pháp Vua của Ý                                                  |           | Người bảo hộ Liên bang sông Rhine                | Bonaparte   | 12 tháng 7, 1806 - 19 tháng 10, 1813 |
| Eugène de Beauharnais, Đại công tước Frankfurt                                          |           | Thân vương - linh hướng của Liên bang sông Rhine | Beauharnais | 26 tháng 10, 1813 - Tháng 12, 1813   |
| Karl Theodor von Dalberg, Thân vương - Tổng giám mục Regensburg Đại công tước Frankfurt |           | Thân vương - linh hướng của Liên bang sông Rhine | Dalberg     | 25 tháng 7, 1806 - 26 tháng 10, 1813 |

### Liên bang Đức, 1815–1866
| Name                                                                             | Portrait                                                    | Title                                                      | House             | Began             | Ended             |
| -------------------------------------------------------------------------------- | ----------------------------------------------------------- | ---------------------------------------------------------- | ----------------- | ----------------- | ----------------- |
| Francis I, Emperor of Austria (Franz I., Kaiser von Österreich)                  |                                                             | Head of the presiding power (Präsidialmacht) Austria       | Habsburg-Lorraine | 20 tháng 6, 1815  | 2 tháng 3, 1835   |
| Ferdinand I, Emperor of Austria (Ferdinand I., Kaiser von Österreich)            |                                                             | Head of the presiding power (Präsidialmacht) Austria       | Habsburg-Lorraine | 2 tháng 3, 1835   | 12 tháng 7, 1848  |
| Archduke John of Austria (Erzherzog Johann von Österreich)                       |                                                             | Regent (Reichsverweser) of the revolutionary German Empire | Habsburg-Lorraine | 12 tháng 7, 1848  | 20 tháng 12, 1849 |
| Frederick William IV, King of Prussia (Friedrich Wilhelm IV., König von Preußen) |                                                             | Emperor of the Germans elect                               | Hohenzollern      | 28 tháng 3, 1849  | 28 tháng 4, 1849  |
| Frederick William IV, King of Prussia (Friedrich Wilhelm IV., König von Preußen) | Presidium of the Union (Unionsvorstand) of the Erfurt Union | 26 tháng 5, 1849                                           | Hohenzollern      | 29 tháng 11, 1850 |                   |
| Francis Joseph I, Emperor of Austria (Franz Joseph I., Kaiser von Österreich)    |                                                             | Head of the presiding power (Präsidialmacht) Austria       | Habsburg-Lorraine | 1 tháng 5, 1850   | 24 tháng 8, 1866  |

### Liên bang Bắc Đức, 1867–1871
| Tên                                                                 | Chân dung | Tiêu đề                                                   | Căn nhà                   | Đã bắt đầu         | Đã kết thúc        |
| ------------------------------------------------------------------- | --------- | --------------------------------------------------------- | ------------------------- | ------------------ | ------------------ |
| Wilhelm I , </br> Vua nước Phổ </br> (Wilhelm I, König von Preußen) |           | Người nắm giữ Bundespräsidium của </br> Liên bang Bắc Đức | </img> </br> Hohenzollern | 1 tháng 7 năm 1867 | 1 tháng 1 năm 1871 |

### Đế quốc Đức, 1871–1918
| Tên                                                 | Chân dung | Căn nhà                   | Đã bắt đầu          | Đã kết thúc          |
| --------------------------------------------------- | --------- | ------------------------- | ------------------- | -------------------- |
| Wilhelm I </br> Wilhelm Friedrich Ludwig            |           | </img> </br> Hohenzollern | 1 tháng 1 năm 1871  | 9 tháng 3 năm 1888   |
| Friedrich III </br> Friedrich Wilhelm Nikolaus Karl |           | </img> </br> Hohenzollern | 9 tháng 3 năm 1888  | 15 tháng 6 năm 1888  |
| Wilhelm II </br> Friedrich Wilhelm Viktor Albert    |           | </img> </br> Hohenzollern | 15 tháng 6 năm 1888 | 28 tháng 11 năm 1918 |